# بايساما سانكو
بايساما سانكو (بالفرنسية: Baïssama Sankoh) (مواليد 20 مارس 1992) هو لاعب كرة قدم غيني يلعب حاليًا لصالح نادي غينغان الفرنسي.

## ألقاب
نادي غينغان
- كأس فرنسا: 2013–14

## روابط خارجية
- بايساما سانكو على موقع رابطة كرة القدم الفرنسية للمحترفين (الإنجليزية)
- بايساما سانكو على موقع قاعدة بيانات كرة القدم.إي يو (الإنجليزية)
- بايساما سانكو على موقع ليكيب (الفرنسية)
- بايساما سانكو على موقع ناشيونال فوتبول تيمز (الإنجليزية)
- بايساما سانكو على موقع Soccerway.com (الإنجليزية)
- بايساما سانكو على موقع AS.com (الإسبانية)